# Прадолуенго
Прадолуенго (ісп. Pradoluengo) — муніципалітет в Іспанії, у складі автономної спільноти Кастилія-і-Леон, у провінції Бургос. Населення — 1443 особи (2010).
Муніципалітет розташований на відстані близько 220 км на північ від Мадрида, 40 км на схід від Бургоса.
На території муніципалітету розташовані такі населені пункти: (дані про населення за 2010 рік)
- Гарганчон: 25 осіб
- Прадолуенго: 1418 осіб

## Демографія
Динаміка населення (INE ):

## Галерея зображень

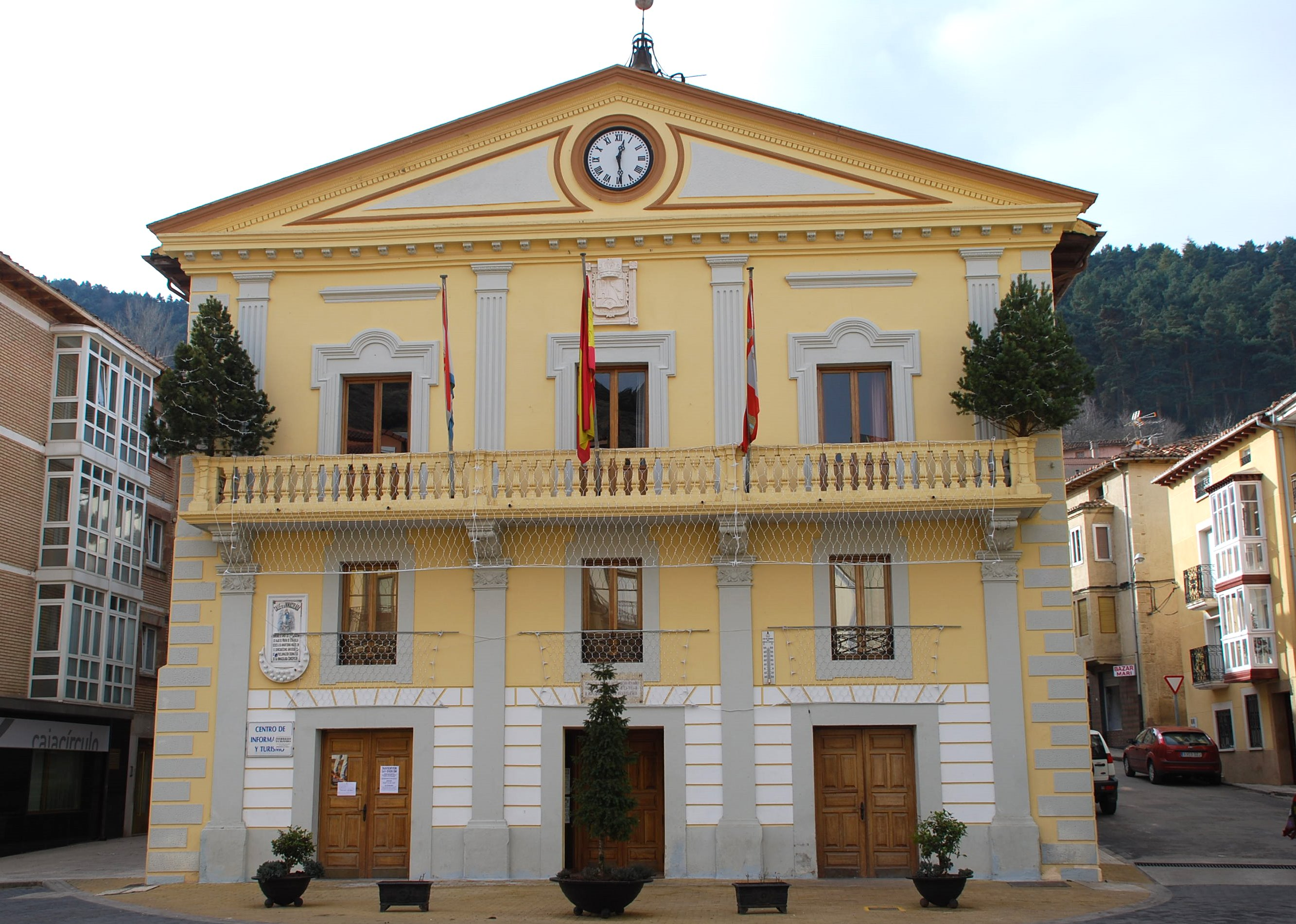
Муніципальна рада
Центральна площа